# Залютье (Забродовская сельская община)
Залютье (укр. Залюття) — село в Забродовской сельской общине Ковельского района Волынской области Украины.
До 2020 года входило в Ратновский район.
Код КОАТУУ — 0724288204. Население по переписи 2001 года составляет 105 человек. Почтовый индекс — 44122. Телефонный код — . Занимает площадь 1,037 км².